# Ixodes ornithorhynchi
Ixodes ornithorhynchi este o specie de căpușe din genul Ixodes, familia Ixodidae, descrisă de Lucas în anul 1846. Conform Catalogue of Life specia Ixodes ornithorhynchi nu are subspecii cunoscute.